# Batocera drapiezi
Batocera drapiezi là một loài bọ cánh cứng trong họ Cerambycidae.